# Вуст (Шенгаузен)
Вуст (нім. Wust) — село в Німеччині, у громаді Вуст-Фішбек району Штендаль землі Саксонія-Ангальт.
Входить до складу району Штендаль. Підпорядковується управлінню Ельбе-Гафель-Ланд. Населення становить 873 особи (на 31 грудня 2006 року). Займає площу 47,52 км². Офіційний код — 15 3 63 135. Включає у себе села Вуст, Зюдов, Брішт, Мельков, Вустер-Зідлунг та Вустердам.